# Fordoński Przełom Wisły

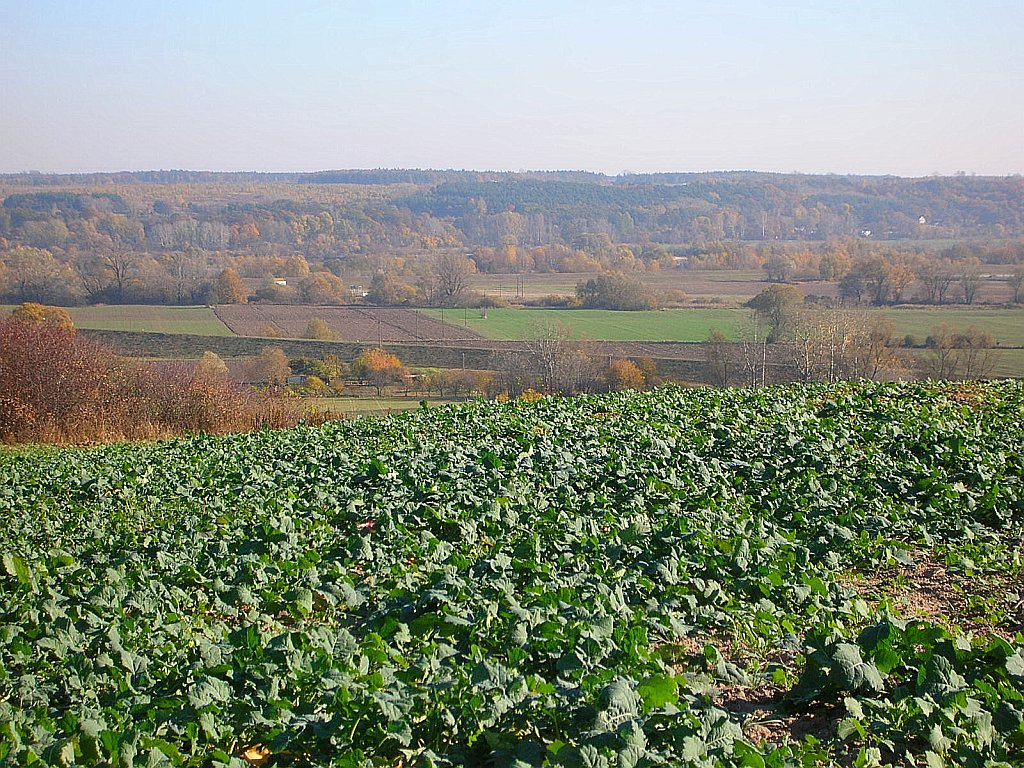
Jesienny widok w Jarużynie

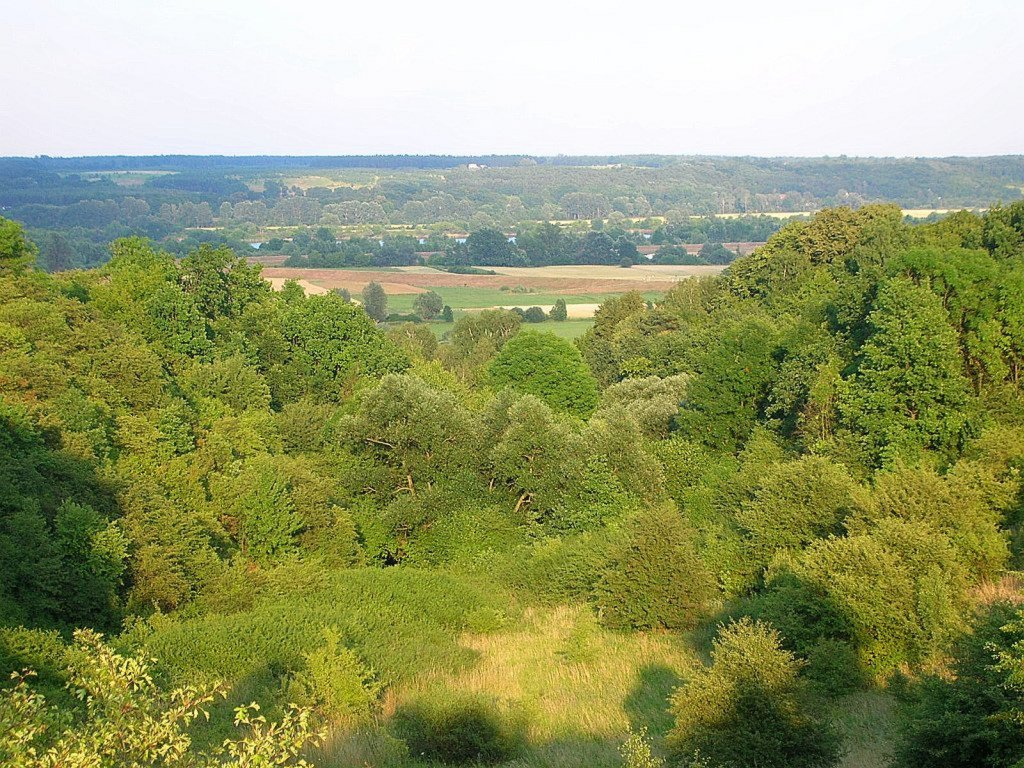
Widok z uroczyska „Prodnia”

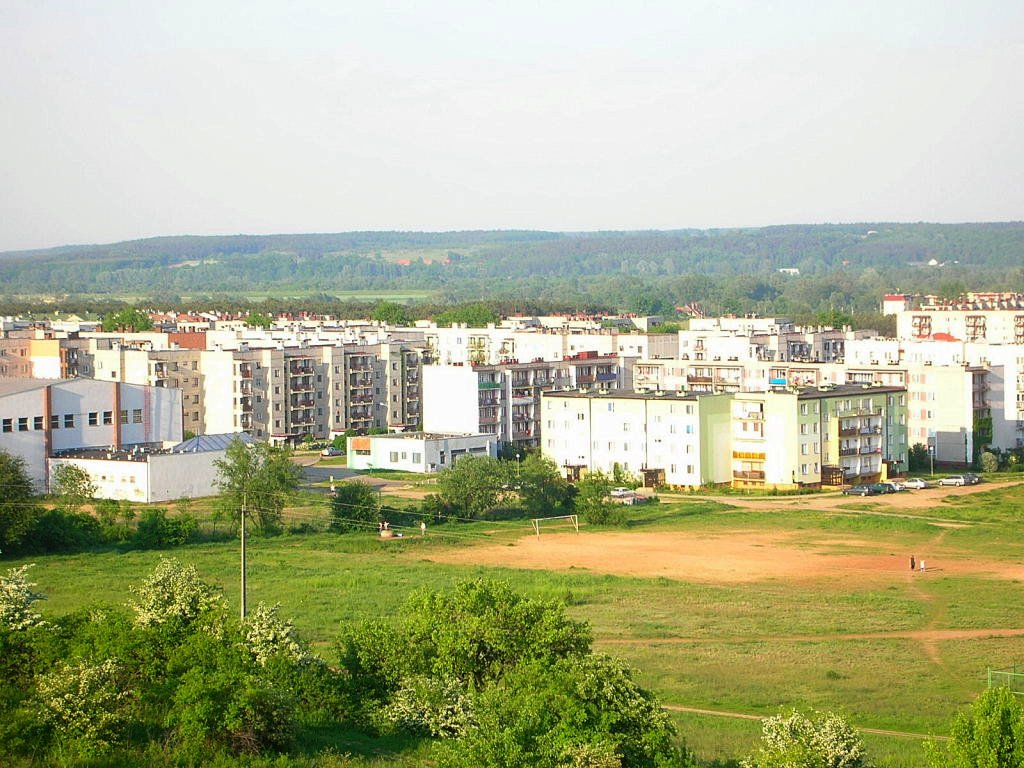
Zabudowa osiedla Tatrzańskiego na tle zbocza Fordońskiej Doliny Wisły

Fordoński Przełom Wisły zwany także Przełomem Doliny Wisły lub Bramą Fordońską  – mikroregion fizycznogeograficzny (314.831) w północnej Polsce, w północno-wschodniej części miasta Bydgoszczy, na granicy z gminami: Osielsko, Dobrcz i Dąbrowa Chełmińska, stanowiący południowy skraj Doliny Dolnej Wisły.
W pracy Środowisko przyrodnicze Bydgoszczy  Przełomem Doliny Wisły nazwano mikroregion fizycznogeograficzny należący do mezoregionu Doliny Fordońskiej. W szerszym znaczeniu obejmuje on tzw. bramę odcinka przełomowego dolnej Wisły, w którym rzeka po długim przebiegu w Pradolinie Toruńsko-Eberswaldzkiej, gwałtownie zmienia kierunek i wcina się w wysoczyznę Pojezierzy Południowobałtyckich, podążając bezpośrednio ku Bałtykowi.

## Historia geologiczna
Powstanie przełomowego odcinka doliny Wisły poniżej Fordonu wiąże się z rozwojem systemu odwodnienia w okolicy Bydgoszczy na przełomie górnego plenivistulianu i późnego glacjału. U schyłku ostatniego zlodowacenia, gdy czoło lodowca znajdowało się na północnych terenach Polski, wody roztopowe spływające z północy dolinami sandrowymi dzisiejszych rzek: Skrwy, Drwęcy, Brdy, Wdy, Gwdy, mieszały się z wodami płynącymi z południa tworząc ogromny nurt Prawisły, żłobiący pradolinę wielokilometrowej szerokości i płynący na zachód ku Morzu Północnemu. Przełom dolnej Wisły polegał na znalezieniu przez wody prarzeki nowego, krótszego odpływu. Wiązało się to z przerwaniem przepływu na zachód w łączności z systemem rzecznym Odry na rzecz wykorzystania rynny lodowcowej w obniżeniu dolnego Powiśla, które kryło w sobie zasypaną osadami dolinę powstałą w starszych epokach geologicznych.
Powstanie doliny dolnej Wisły i skierowanie tam wód pradolinnych nastąpiło w trzyetapowym procesie. Klasyczne wyjaśnienie oparte jest na analizie systemów tarasowych z określeniem ich wieku na obszarze południowej części doliny (Basen Grudziądzki i Dolina Fordońska), gdzie zachował się pełny, dziewięciostopniowy system tarasowy. W nowszych opracowaniach sugeruje się jednak, że model stopni terasowych w dolinie Wisły nie wyjaśnia całości zagadnienia kształtowania się rzeźby doliny. Wiele wskazuje, że w kształtowaniu doliny miały udział również martwe lody, a część domniemanych stopni terasowych ma pochodzenie kemowe.

### Faza proglacjalna
W fazie tej, związanej głównie ze stadiałem pomorskim, wody roztopowe po usypaniu pól sandrowych, uformowały w nich swoje doliny, dążące zgodnie z nachyleniem powierzchni na południe, do formującego się systemu pradolinnego Noteci-Warty. W roztokowym nurcie pradoliny mieszały się wody roztopowe z wodami rzek płynących z południa Polski i kierowały w kierunku zachodnim. Od okolic Chełmna do Fordonu uformowała się w tym czasie dolina sandrowa Wdy i Mątawy, która kierowała wody roztopowe z sandru tucholskiego. Forma ta rozwinęła się w dolinę proglacjalną, która stała się z kolei formą inicjalną dla przełomu fordońskiego Wisły. Spływ wód roztopowych na południe ku pradolinie Noteci-Warty według R. Galona odbywał się w poziomie dzisiejszych teras IX – XI, na poziomie 83–86 m n.p.m.. Południowy kierunek odwodnienia mógł się w tym miejscu jeszcze utrzymać podczas fazy pomorskiej ostatniego zlodowacenia, na co wskazuje rozwój sandrów Wdy i Mątawy.

### Faza przejściowa
Po regresji lądolodu ze stadiału pomorskiego na północne krańce Pomorza i obszary południowego Bałtyku, zaczęła się kształtować druga faza rozwojowa, tzw. faza bifurkacji. Wówczas to część wód pradolinnych skierowała się w okolicach Fordonu, w poziomie tarasu wysokiego IX (60–61 m n.p.m.), prawdopodobnie w czasie wezbrania powodziowego w dolinę proglacjalną z okolic Chełmna i zaczęła odpływać na północ, do Zatoki Gdańskiej. Impulsem do skierowania się wód Wisły w tym kierunku był zanik martwych lodów pogrzebanych w osadach glacjalnych tej rynny polodowcowej.
Mimo że rynna sandrowa Wdy została w ten sposób wykorzystana przez część wód wiślanych, jednakże przeważająca ich masa kierowała się nadal Pradoliną Noteci-Warty na zachód. Początek fazy bifurkacji różni badacze określają na okres 14 do 12 tys. lat temu. Odpływ wód bifurkującej Wisły odbywał się według R. Galona w poziomie teras IX, VIII i VII (50–61 m n.p.m.) i trwał około tysiąca lat. Nowsze badania wykazały, że bifurkacja wód z Kotliny Toruńskiej następowała jedynie w poziomie dzisiejszych teras VIII i VII. Inicjalny przepływ wód rzecznych na północ z Kotliny Toruńskiej nastąpił się w poziomie terasy wznoszącej się 30–32 m ponad obecny poziom Wisły (58–60 m n.p.m.).

### Faza bałtycka
Trzecia faza rozwoju doliny ustaliła się w czasie, gdy lądolód występował już tylko na obszarze Skandynawii. Rozwój doliny był uwarunkowany niskim położeniem bazy erozyjnej (poziomu kształtującego się Bałtyku), co spowodowało szybkie erozyjne pogłębianie doliny i zaniknięcie odpływu na zachód na rzecz znacznie krótszego odpływu na północny wschód wprost do istniejącego tam zastoiska (Bałtyckiego Jeziora Lodowego). Konsekwencją tego stanu rzeczy było wtoczenie się wód Brdy w martwą pradolinę na odcinku od Jachcic po Brdyujście i wycięcie w niej nowych krawędzi terasowych. Intensywna erozja wgłębna dna pradoliny w Bydgoszczy była skorelowana z obniżającym się poziomem rzeki Wisły. Między Bydgoszczą, a Nakłem wytworzył się natomiast dział wodny między systemami Odry i Wisły, a pradolina na zachód od Bydgoszczy uległa zabagnieniu i zatorfieniu.
Skierowanie się Wisły wyłącznie na północ nastąpiło według różnych badaczy od 12 do 11 tys. lat temu w cieplejszym okresie interstadialnym. Odbyło się to w poziomie terasy wznoszącej się 16–17 m ponad obecny poziom Wisły. Świadczy o tym fakt, że terasa ta występuje nad dolną Wisłą, a brak jej odpowiednika w pradolinie na zachód od Brdy.
Odzwierciedleniem dalszego rozwoju doliny dolnej Wisły jest cały powstały układ systemu tarasowego od VI do I. Początkowo następowało szybkie pogłębianie doliny jako proces wymuszony przez niską bazę erozyjną Bałtyku (Morze Yoldiowe, Jezioro Ancylusowe, 10–8 tys. lat temu), zaś po podwyższeniu poziomu wód w morzu (Morze Litorynowe, 8–4 tys. lat temu), przeważała akumulacja, w następstwie której narosła pokrywa aluwialna wyścielająca dno doliny (do 20 m).

## Charakterystyka

### Przełom jako jednostka krajoznawcza
Wstęp do przełomu dolnej Wisły stanowi tzw. kolano Wisły pod Bydgoszczą, gdzie rzeka osiąga swą kulminację zachodnią. Następnie rzeka zawraca z kierunku zachodniego, na północny wschód i wpływa do wąskiej doliny, obramowanej zboczami o wysokości względnej ok. 60 m. Szerokość doliny zwęża się odpowiednio od 4 km w Fordonie do 2,5 km na wysokości wsi Jarużyn, a następnie poszerza się ponownie do 4 km u nasady Basenu Unisławskiego. Minimalna szerokość doliny w Jarużynie jest najmniejszą na całym odcinku Doliny Dolnej Wisły, jak i odcinku niżowym Wisły (od Puław do Bałtyku).
Dolina obramowana jest przez strome zbocza, pocięte gęsto siecią dolinek denudacyjnych:
- Zbocze Mariańskie (mikroregion Pojezierza Chełmińskiego), wschodnie, wznoszące się 55–58 m nad poziom rzeki,
- Zbocze Fordońskie (mikroregion Wysoczyzny Świeckiej), zachodnie, wznoszące się 67–68 m nad poziom Wisły.

Prawa krawędź jest niemal w całości zalesiona. Grąd zboczowy chroniony jest częściowo w rezerwacie przyrody Las Mariański. Lewa krawędź doliny, w większej części odkryta, stanowi natomiast doskonały punkt obserwacyjny. Krawędzią zbocza, począwszy od węzłowego wzgórza Szybowników (Czarna Góra) wiedzie szlak krajobrazowy, chętnie odwiedzany przez mieszkańców bydgoskiej dzielnicy Fordon. Drogę przecinają tzw. Dolinki Fordońskie, odwadniane przez niewielkie cieki wodne. Najwęższy fragment doliny dolnej Wisły można obserwować ze wzgórza jarużyńskiego nieopodal uroczyska „Prodnia”, zaś w pobliżu Strzelec Dolnych na cyplu morenowym zachowane jest wczesnośredniowieczne grodzisko słowiańskie.

### Przełom jako mikroregion fizycznogeograficzny
Przełom Doliny Wisły (314.831) w ujęciu fizycznogeograficznym stanowi mikroregion obejmujący dno doliny Wisły na długości ok. 12 km od Fordonu po Basen Unisławski (linia Kozielec-Czarże), wraz z zachowanym poziomami terasowymi. Jest on podzielony rzeką na dwie części. Lewobrzeże stanowi Równinę Strzelecką (314.831.01, nazwa od wsi Strzelce Dolne), a prawobrzeże Równinę Rafy (314.831.02, nazwa od wsi Rafa) .
Ze względu na genezę krajobrazu, wiele cech obu jednostek jest podobnych. Są to w większości tereny płaskie, wznoszące się 2–3 m ponad średni poziom wody w rzece. Zbudowane są z piasków, przewarstwionych żwirami, lokalnie mułkami i iłami oraz wkładkami torfów. Na powierzchni zalegają żyzne mady, a miejscami gleby torfowo-mułowe. Są to holoceńskie osady akumulacji rzecznej, które zalegają na piaszczystych osadach interglacjału eemskiego lub bezpośrednio na utworach trzeciorzędowych . Współczesne dno doliny jest efektem zachodzących w późnym glacjale i holocenie procesów erozyjno-akumulacyjnych, związanych z procesem kształtowania się doliny dolnej Wisły. W ciągu ostatnich kilku tysięcy lat przeważa proces akumulacyjny, co prowadzi do „podnoszenia się” poziomu równiny zalewowej (o 4–5 m) .
Charakterystyczną cechą dla Przełomu Doliny Wisły jest wysoki poziom wód podziemnych, kształtujących się na głębokości 1–1,5 m. Dno doliny w okresie wezbrań zalewane jest wodami powodziowymi. W krajobrazie charakterystyczne są starorzecza (jeziora zakolowe). Dno doliny w większości zajęte jest pod uprawy rolne oraz łąki. Naturalne lasy łęgowe oraz zarośla wierzbowe zachowały się we fragmentach na międzywalu Wisły. W dolinie spotyka się niewiele zabudowy wiejskiej. Nieliczne domy zlokalizowane są na wyniesieniach różnej genezy: fragmentach teras nadzalewowych, dawnych wałów brzegowych, niewielkich pagórkach eolicznych .
Równina Strzelecka, leżąca na lewym (zachodnim) brzegu Wisły jest silniej przekształcona antropogenicznie, a lasy wierzbowe i wierzbowo-topolowe występują wąskim pasem przy rzece oraz w okolicy starorzeczy . W XVIII – XIX w. piętno na jej krajobrazie wycisnęli osadnicy olęderscy, mieszkańcy wsi Strzelce Dolne (dawna nazwa Strzeleckie Olędry), którzy zmeliorowali i obwałowali równinę zalewową, a zbocza doliny obsadzili sadami.
Równina Rafy, na prawym (wschodnim) brzegu rzeki ma bardziej naturalny charakter. Brak obwałowań, a łęgi zachowały się na większej powierzchni. Część z nich chroniona jest w rezerwacie Wielka Kępa Ostromecka. Większe kompleksy lasów i zadrzewień łęgowych występują również na północny zachód od Rafy .